# Poitea paucifolia
Poitea paucifolia là một loài thực vật có hoa trong họ Đậu. Loài này được (DC.) Lavin miêu tả khoa học đầu tiên.